# Nothoprocta perdicaria
O inhambu-chileno, também conhecido como inambu-chileno ou tinamu-chileno (nome científico: Nothoprocta perdicaria) é uma espécie de ave tinamiforme pertencente à família Tinamidae. Pode ser encontrada em altitudes entre 400 e 2000 metros, na região central do Chile.

## Taxonomia
Todos os inhambus fazem parte da família Tinamidae, que por sua vez pertence à ordem dos Tinamiformes, sendo também, de modo mais amplo, ratitas, embora sejam capazes de voar curtas distâncias.
É um dos seis representantes do gênero Nothoprocta, introduzido em 1873, pelos naturalistas ingleses Philip Lutley Sclater e Osbert Salvin. Foi descrita pela primeira vez em 1830, no Chile, pelo naturalista Heinrich von Kittlitz, sob o basônimo de Crypturellus perdicarius.
O nome do gênero combina os termos do grego antigo κρυπτός "kruptós", que significa 'coberto', 'escondido'; οὐρά, "ourá", 'cauda'; e -ellus, um sufixo latino que significa 'diminutivo', provavelmente em referência à cauda curta, coberta por pequenas plumas, fazendo-a parecer escondida.

### Subespécies
São reconhecidas duas subespécies:
- N. p. perdicaria (Kittlitz, 1830) – subespécie nominal, ocorre nas pastagens semiáridas do centro-norte do Chile; regiões de Atacama, Coquimbo, Valparaíso, Santiago, O'Higgins, Maule e Ñuble.[10]
- N. p. sanborni (Conover, 1924) – ocorre no centro-sul do Chile; regiões de Maule, Ñuble, Bío-bío, Araucanía e norte de Los Lagos e Argentina adjacente[10]

## Distribuição e habitat
O inhambu-chileno pode ser encontrado nas matas de alta altitude entre 400 e 2,000 metros de altitude. Esta espécie é nativa de todo o Chile, exceto do sul de Los Lagos, Tarapacá, Antofagasta, Aisén e Magalhães e Antártica Chilena. Este tinamu também pode ser encontrado em florestas áridas de montanha próxima à árvores como Acacia caven, Porlieria chilensis e a ameaçada Jubaea chilensis. Foi introduzida na Ilha de Páscoa.

## Descrição
O inhambu-chileno possui aproximadamente 29 centímetros de comprimento. Sua cauda é quase inexistente e de forma atarracada, semelhante ao codorniz-da-califórnia. Tem um bico curvo e pernas grossas, curtas, pálidas e amareladas. Geralmente anda ereto e tem "cauda curta e coberturas de cauda caídas atrás das pernas". O padrão na parte superior do corpo aparenta ser listrado, porém sendo mais complexo em detalhes. Seu rosto é amarelado com um delineado escuro e caído e uma pequena faixa na bochecha, com uma coroa de cor mais clara. Tem o pescoço marrom, com manchas escurecidas na parte inferior. Possui padrões complexos que riscam a lateral do peito, que é cinza. O inhambu-chileno, ao sul da região de Maule, tem um peito acastanhado em vez de um peito cinza e mais listras marrons avermelhadas na parte superior do corpo e nas nádegas. Para ambas as regiões, possui grandes asas que cobrem o corpo quando em terra, e ao voar as asas aparecem grandes e marrom-avermelhadas por baixo. As asas também são arredondadas.
Possui vocalizações altas, que soam com duas sílabas de maneira similar a um "suí-uí". Ao se sentirem ameaçados, liberam uma série de assobios que soam como "suí-uí-uí-uí" junto com sons de asas em ritmo acelerado.

## Comportamento
As fêmeas colocam 10–12 ovos brilhantes por ninhada. O macho incuba os ovos e cria os filhotes. Os ovos são cobertos de penas quando deixados sem vigilância. A incubação é de cerca de 21 dias. Os filhotes são amarelos com listras escuras e correm logo após a Posteriormente, manchas azuladas ou cinzas podem aparecer.

## Conservação
A IUCN classifica esta espécie como pouco preocupante, com uma faixa de ocorrência de 120,000 km2 (46,000 sq mi).